# Zabuella tenellus
Zabuella tenellus är en fjärilsart som beskrevs av Hermann Burmeister 1878. Zabuella tenellus ingår i släktet Zabuella och familjen Riodinidae. Inga underarter finns listade i Catalogue of Life.